# Blockhausturm (Burgau)

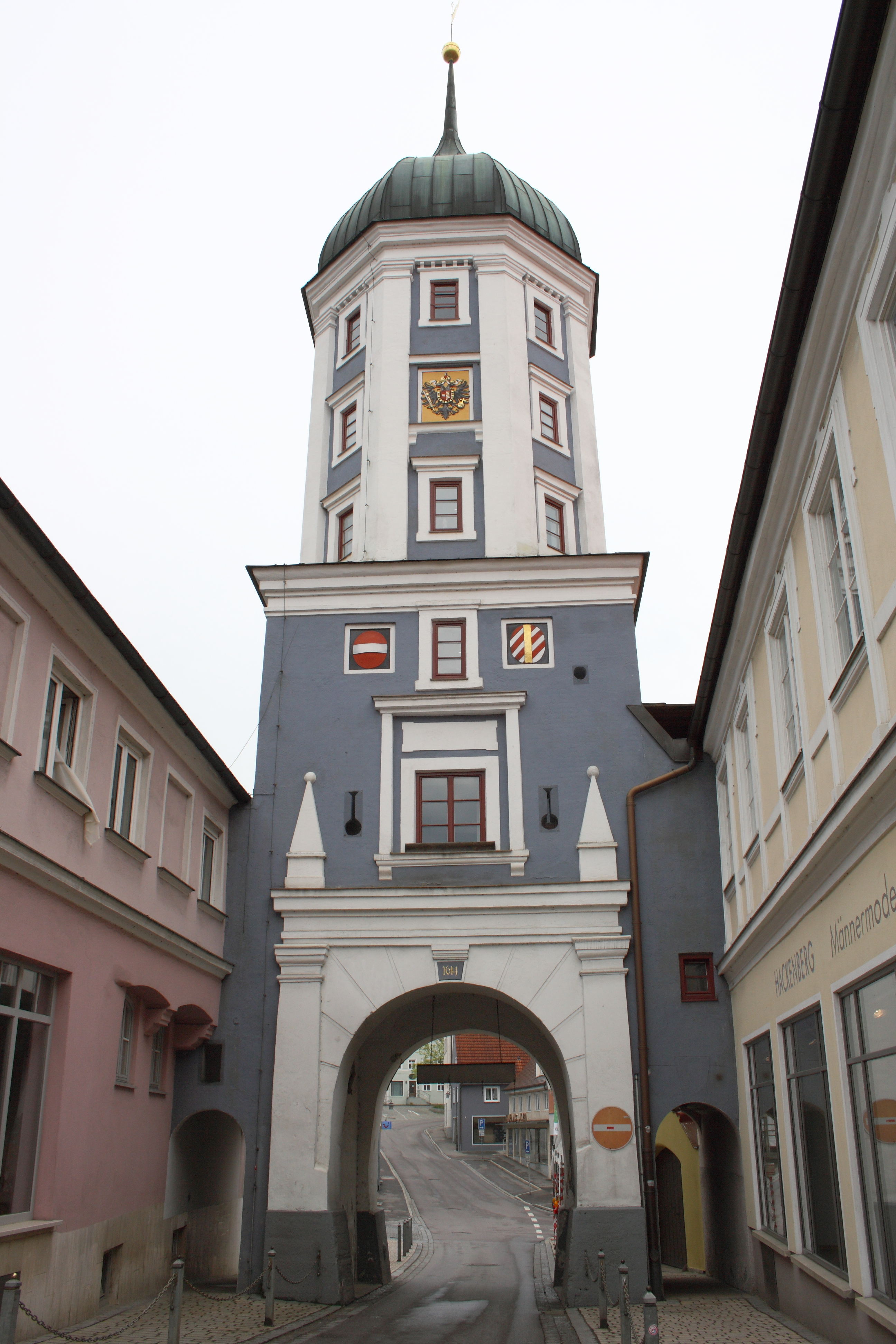
Blockhausturm in Burgau, Stadtseite

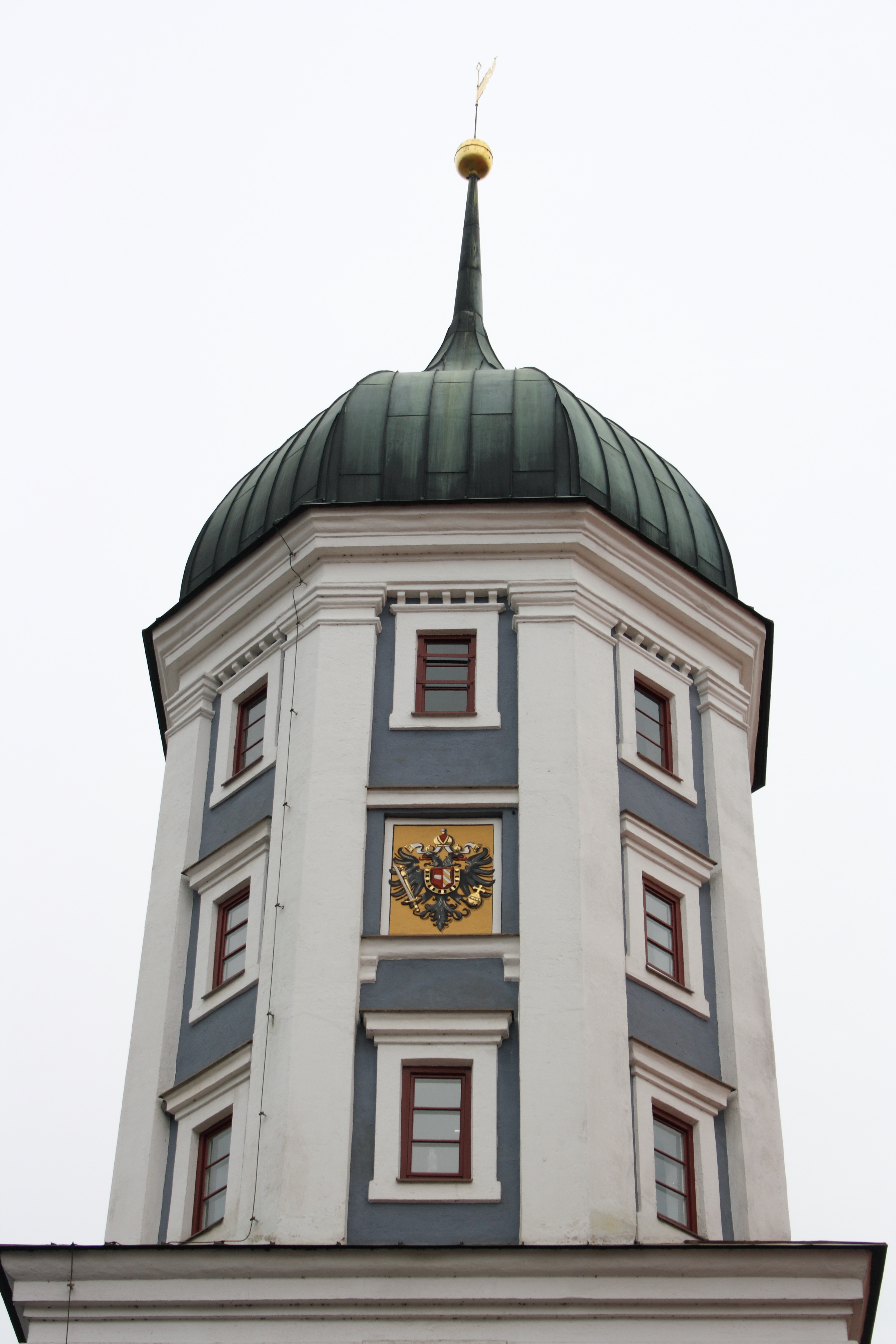
Oktogon mit Haube und Wappen

Der Blockhausturm in Burgau, einer Stadt im schwäbischen Landkreis Günzburg, wurde Anfang des 17. Jahrhunderts errichtet. Der Torturm an der Stadtstraße 2 ist ein geschütztes Baudenkmal.

## Geschichte und Beschreibung
Der Blockhausturm wurde 1614 nach Plänen von Antonio Serro, Hofingenieur des Kurfürsten Wolfgang Wilhelm (1614–1653) von Pfalz-Neuburg, gebaut. Den Namen Blockhausturm erhielt das Tor, weil es den Block barg, in den die Übeltäter zur Bestrafung gespannt wurden. 
Über quadratischem Unterbau erhebt sich ein Oktogon, das von einer Zwiebelhaube bekrönt wird. Auf dem Oktogon befindet sich das Wappen der Markgrafschaft Burgau mit dem habsburgischen Doppeladler.
Als Vorbild könnten die Augsburger Türme von Elias Holl gedient haben.